# Klač
Klač (v anglickém originále Klatch, tato verze se také objevuje v prvních verzích českého překladu) je fiktivní oblast (někdy uváděna jako stát, jindy jako kontinent) ze Zeměplochy od Terryho Pratchetta. 
Jedná se o velké mnohonárodnostní císařství, ležící na posměrné straně Kruhového moře, tj. naproti Ankh-Morporku, s nímž také žije v neustálých konfliktech. Klač poněkud připomíná pozemské arabské státy (čemuž napovídají i některé detaily, například obrovská popularita černé kávy nebo častá předpona al- u „klačských“ slov, v pozemském světě typická právě pro arabštinu), jeho vnitřní část pak Severní Afriku. Politicky je obdobný pozemské Osmanské říši. Jeho hlavní město se jmenuje Al Kali (v ostatních částech Zeměplochy známé jako „brána do tajemného světadílu Klač“). Jak už bylo zmíněno, Klač je hlavní obchodní soupeř Ankh-Morporku (jeden z konfliktů mezi Klačem a Ankh-Morporkem je popsán v románu Hrrr na ně!), nicméně z Klače také pochází nejvíce přistěhovalců do Ankh-Morporku (i když je tento údaj způsoben tím, že přistěhovalci ze Sto Lat nejsou považováni za přistěhovalce v pravém slova smyslu). Obyvatelé Klače jsou líčeni jako technicky i kulturně vyspělejší, než Ankh-Morporčané. 
Situace mezi Klačem a Ankh-Morporkem je analogická (respektive parodická) vůči situaci mezi Evropou a Arábií ve středověku. Vládce Klače se nazývá serif (jedná se o slovní hříčku - slovo serif totiž v originále připomíná slovo chalífa, anglicky calif), v románu Magický prazdroj je serifem Kreosot, naivní mladík se zálibou v poezii. Není známo, jestli je v dalších knihách série serifem pořád ještě Kreosot. V Klači se objevují i další prvky parodizující Arábii, například Klačská cizinecká legie (parodie na Francouzskou cizineckou legii a francouzské vojenské aktivity v Severní Africe) či klačská káva, hlavní vývozní artikl Klače. Hlavním božstvem Klače je Offler, bůh s krokodýlí hlavou. 